# Philoscia nebulosa
Philoscia nebulosa is een pissebed uit de familie Philosciidae. De wetenschappelijke naam van de soort is voor het eerst geldig gepubliceerd in 1940 door Paulian de Felice.